# Vesela jesen 1974
VIII. Vesela jesen je potekala 21. septembra 1974 v dvorani C mariborskega sejmišča v organizaciji Zavoda Stadion. Vodila sta jo Metka Šišernik-Volčič in Saša Veronik, orkestru pa sta dirigirala Edvard Holnthaner in Mario Rijavec.

## Tekmovalne skladbe
Izborna komisija v sestavi Janez Martinc, Jure Robežnik, Mario Rijavec, Edvard Holnthaner, Branko Šömen, Tone Partljič in Andrej Brvar izmed 69 prijav za festival izbrala nasledjih 16:
| #   | Naslov pesmi                     | Izvajalec                         | Avtorji (glasbe – besedila – aranžmaja)         | Nagrade                       |
| --- | -------------------------------- | --------------------------------- | ----------------------------------------------- | ----------------------------- |
| 1.  | Koline                           | Ida Škrabar                       | Bojan Adamič – Dragica Škerlevaj – Adamič       |                               |
| 2.  | Naj bo petak ali svetak          | Andrej Plevnik                    | Silvester Mihelčič – Elka Mihelčič – Ati Soss   |                               |
| 3.  | Ges san srečen, tu doma          | Oto Pestner                       | Aleksander Vlaj – Vlaj – Jure Robežnik          | 1. nagrada za besedilo        |
| 4.  | Pršva, našva, dava, rekva ...    | Irena Kohont & Edvin Fliser       | Konrad Doler – Doler – Ati Soss                 | 3. nagrada občinstva          |
| 5.  | Majhna sem bila                  | Helena Verglez                    | Jože Kreže – Gregor Strniša – Milan Mihelič     |                               |
| 6.  | Pri naši rjeki                   | Jožica Svete & Sonja Gabršček     | Rinaldo Luszach – Luszach – Milan Mihelič       |                               |
| 7.  | Ključek                          | Alenka Pinterič                   | Silvester Mihelčič – Rado Kokalj – Jože Privšek |                               |
| 8.  | Koliko deklet sem že kdaj ljubil | Ivo Mojzer                        | Mojmir Sepe – Srečko Golob – Sepe               | 2. nagrada občinstva          |
| 9.  | Nazdravimo prijateljstvu         | Berti Rodošek & New Swing kvartet | Berti Rodošek                                   | zlati klopotec (pos. nagrada) |
| 10. | Ne grmjo še domu                 | Edvin Fliser                      | Andrej Grabar – Grabar – Milan Mihelič          |                               |
| 11. | Putrca                           | Kvartet Ultra                     | Ernest Lukač – Lukač – Berti Rodošek            |                               |
| 12. | Štajerska pesem                  | Alfi Nipič                        | Jože Miljutin Turnšek – Turnšek – Jože Privšek  |                               |
| 13. | Kurentova izpoved                | Rudi Trojner                      | Jože Kreže – Kreže – Edvard Holnthaner          | nagrada za debitanta          |
| 14. | Ko si žejen                      | Jože Kobler                       | Aleš Kersnik – Franček Rudolf – Dečo Žgur       |                               |
| 15. | Ribničan                         | Braco Koren                       | Bojan Adamič – Marjan Stare – Adamič            | zlati klopotec                |
| 16. | Snočkar san prišo                | Franci Rebernik                   | Aleksander Vlaj – Vlaj – Mario Rijavec          |                               |